# Albin Tahiri
Albin Tahiri (15 de febrero de 1989) es un esquiador alpino kosovar.

## Vida personal
Nació y creció en Eslovenia, siendo su padre albanés-kosovar (un maratonista que vive en dicho país desde 1973) y su madre eslovena.
Es odontólogo de profesión, tras graduarse en 2018. Actualmente vive en Liubliana.

## Carrera deportiva
Comenzó a esquiar en Ravne na Koroškem a los siete años de edad por influencia de su padre. Entrena principalmente en Austria, Italia y Eslovenia, debido a las malas instalaciones e infraestructura en Kosovo.
Se convirtió en el primer esquiador en representar a Kosovo en el Campeonato Mundial de Esquí Alpino de 2017, celebrado en Sankt Moritz, Suiza; como así también en la copa del mundo de esquí alpino de 2017, tras el reconocimiento oficial del Comité Olímpico de Kosovo.

### Pyeongchang 2018
Representó por primera vez a Kosovo en los Juegos Olímpicos de Pyeongchang 2018 (celebrados en Corea del Sur), participando en todos los eventos de esquí alpino masculino individual. Fue el único kosovar en dichos juegos, entrenando para los mismos en Austria. Fue abanderado en la ceremonia de apertura.